# 혈당 측정기

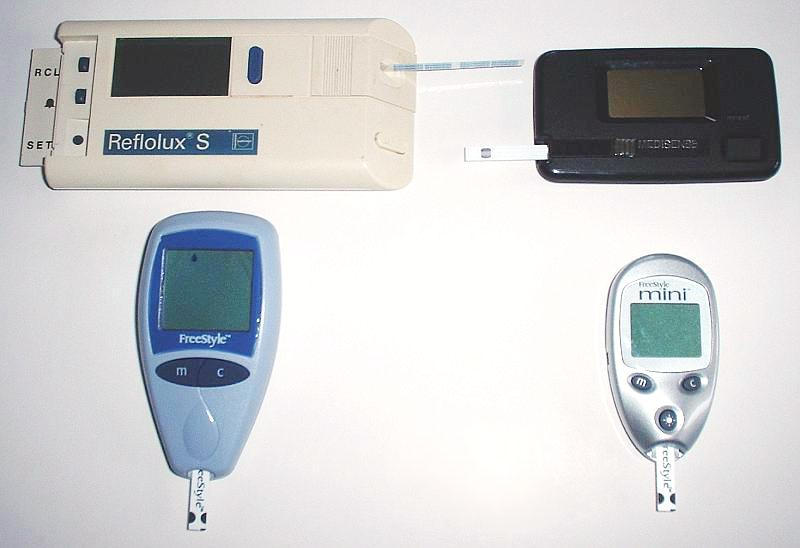
4세대 혈당 측정기 (1993년 경~2005년)

혈당 측정기 또는 글루코스 미터(Glucose meter) 또는 글루코미터(glucometer)는 혈액 내 글루코스의 대략적인 농도를 측정하는 의료 기기이다. 또한 물질에 담근 포도당 종이 조각을 포도당 차트로 측정할 수도 있다. 이는 당뇨병 또는 저혈당증 환자가 수행하는 가정 혈당 모니터링(HBGM)을 포함하여 포도당 검사의 핵심 요소이다. 란셋으로 손가락 끝을 살짝 뚫어 얻은 작은 혈액 한 방울을 측정기가 읽고 혈당 수치를 계산하는 데 사용하는 일회용 테스트 스트립에 놓는다. 그런 다음 측정기는 mg/dL 또는 mmol/L 단위로 수준을 표시한다.
대략 1980년 이래로 제1형 당뇨병과 제2형 당뇨병 관리의 주요 목표는 하루에 여러 번 HBGM에 따라 가능한 한 많은 시간 동안 혈액 내 포도당 수치를 정상에 가까운 수준으로 유지하는 것이었다. 이점에는 고혈당으로 인한 장기 합병증의 발생률과 심각도 감소뿐 아니라 단기적이고 잠재적으로 생명을 위협하는 저혈당 합병증의 감소도 포함된다.

## 같이 보기
- ISO/IEEE 11073